# Hoàng Đức Nhã

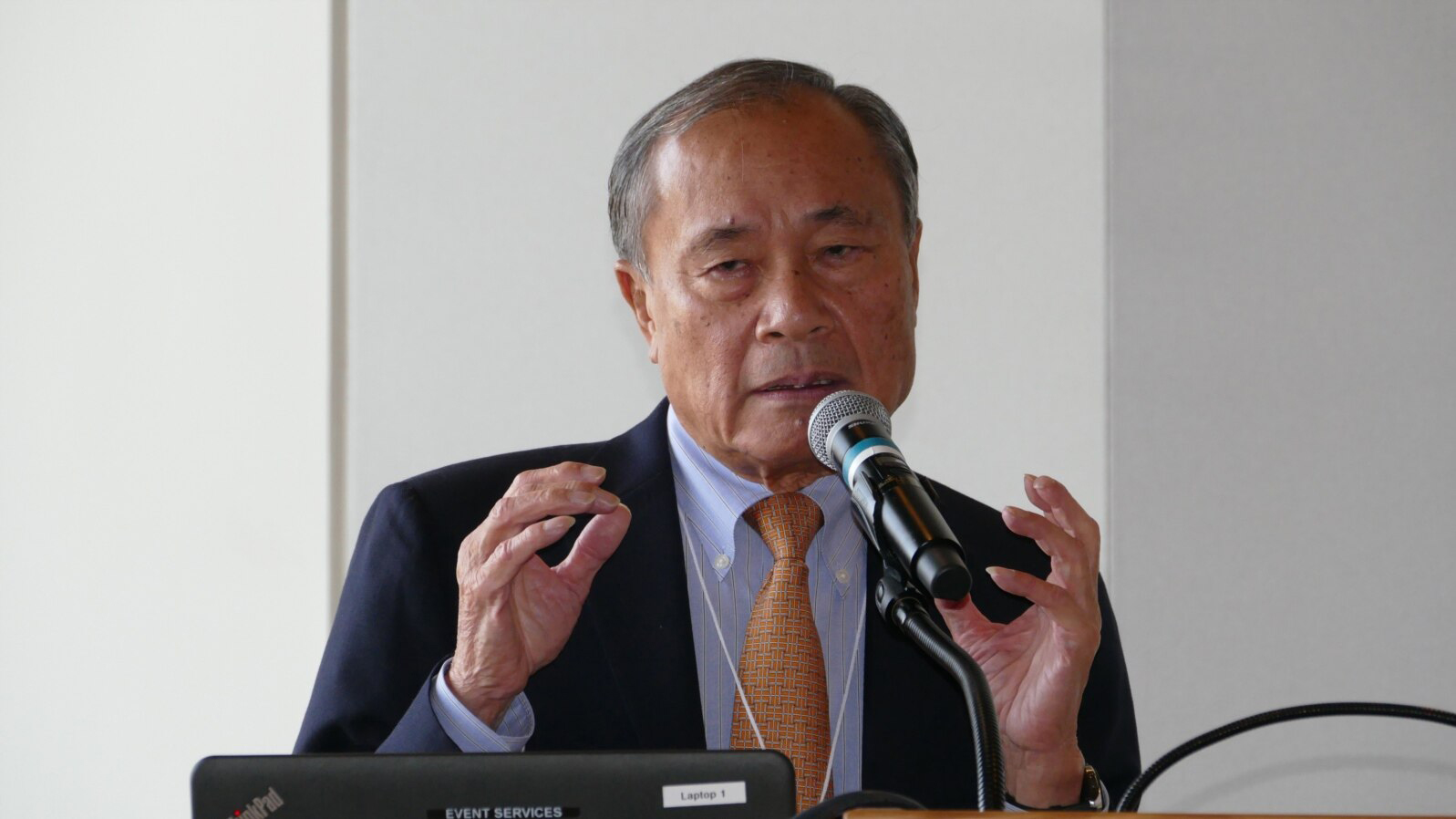
Ông Hoàng Đức Nhã

Hoàng Đức Nhã (sinh năm 1942), là một chính trị gia người Việt Nam. Từ năm 1968, ông làm Bí thư kiêm Tham vụ Báo chí (tiếng Anh: press secretary) của Tổng thống Nguyễn Văn Thiệu. Từ tháng 4 năm 1973 ông làm Tổng trưởng Dân vận và Chiêu hồi. Sau tháng 4-1975, ông làm cho một tập đoàn thương mại Mỹ, định cư ở tiểu bang Virginia, sau đó sống ở thành phố Chicago, Illinois, Mỹ. Ông là em họ Nguyễn Văn Thiệu – Tổng thống Việt Nam Cộng hòa.

## Tặng thưởng
- Huân chương Đại thụ cảnh tinh[3]